# Хёфер (Целле)
Хёфер (нем. Höfer) — община в Германии, в земле Нижняя Саксония.
Входит в состав района Целле. Подчиняется управлению Эшеде. Население составляет 953 человека (на 31 декабря 2010 года). Занимает площадь 21,87 км².
| Год  | Население |
| ---- | --------- |
| 1990 | 913       |
| 1995 | 989       |
| 2000 | 1000      |
| 2005 | 985       |
| 2010 | 984       |